# Anton Gebert
Anton Gebert (né le 10 avril 1885 à Heiligenkreuz, mort le 17 mai 1942 au camp de concentration de Dachau) est un prêtre catholique sudète.

## Biographie
Fils de paysan, après des études de théologie catholique, Anton Gebert est ordonné prêtre le 18 juillet 1909 à Prague. Il est d'abord chanoine du chapitre de la cathédrale Saint-Guy de Prague. Le 19 octobre 1934, il obtient son doctorat en théologie. Il est professeur de catéchèse à la Faculté de théologie de l'université allemande de Prague. Il est aussi recteur de l'église Saint-Sauveur de Prague qui dépend de l'université.
En octobre 1938, Gebert et le prélat Josef Grüner approchent le chargé d'affaires allemand à Prague, Andor Hencke (de), avec une demande de nouveaux diocèses allemands en Bohême. Cette demande est justifiée par la plus forte "fiabilité nationale" du clergé sudète-allemand, qui est supérieure à celle des Allemands de l'ancien Reich et des Autrichiens, qui est « prouvée par sa position de combat contre les Tchèques ». Après l'occupation du reste de la Tchéquie et l'établissement du protectorat de Bohême-Moravie le 15 mars 1939, Gebert devient l'aumônier local de la Wehrmacht. Il vit dans une maison, Burgplatz 6 dans Prague 4.
En 1940, le cardinal Karel Kašpar, archevêque de Prague, charge Gebert de la pastorale des prêtres tchèques arrêtés. Aux premières heures du 6 janvier 1941, il est lui-même arrêté et conduit à la prison de Pankrác. Le mandat d'arrêt est émis le 6 mai 1941 par le juge de district Seidl. Le 12 juin 1941, le procureur en chef du Sondergericht de Prague (de), Franz Ludwig (de), accuse Gebert d'avoir tenu des propos haineux, incendiaires et malveillants, des déclarations sur des personnalités de premier plan de l'État ou du NSDAP « qui sont la preuve d'une bassesse d'esprit » et l'écoute de radiodiffuseurs étrangers. Le 23 juillet 1941, Gebert est condamné à un an de prison. Au lieu d'être libéré par la suite, il est emprisonné dans le Kleine Festung Theresienstadt puis déporté vers le camp de concentration de Dachau le 1er mai 1942 au sein du Pfarrerblock. Il y meurt 17 jours plus tard.
L'urne avec ses cendres, enfermée dans un cercueil en bois, est enterrée dans sa commune natale de Heiligenkreuz. L'emplacement ne fut pas conservé.
Son oncle est Theobald Scharnagl (de) (1867-1943), abbé d'Osek dans le nord de la Bohême.
La Conférence épiscopale allemande a inscrit Anton Gebert dans le Martyrologe allemand du XXe siècle.